# Renard (balletto)
Renard, Histoire burlesque chantée et jouée (La volpe. Storia burlesca cantata e rappresentata) è un'opera-balletto da camera in un atto; il testo e la musica sono stati scritti da Igor' Stravinskij tra il 1915 e il 1916. L'argomento è tratto da racconti russi di Aleksandr Nikolaevič Afanas'ev, il titolo originario della favola, a cui il musicista si è ispirato, è Skazka o petuche, lise, kote i barane (Racconto del gallo, della volpe, del gatto, e del caprone); la versione francese fu poi concordata dall'autore con Charles-Ferdinand Ramuz. Il lavoro è uno dei capolavori del teatro da camera stravinskiano.

## Storia
Nel 1914 Stravinskij, non essendo più potuto rientrare in Russia per motivi bellici, viveva in Svizzera con pochi mezzi a disposizione. Nemmeno Djagilev era in grado di commissionargli delle opere essendo a corto di finanze, così quando la Principessa di Polignac gli chiese una rappresentazione da camera per il compenso di 2500 franchi svizzeri, Stravinskij accettò subito e le propose Renard. La piccola opera avrebbe dovuto essere rappresentata nel Salon parigino della Principessa appena la guerra fosse terminata. In realtà la commissione serviva solo per aiutare finanziariamente il musicista e Renard non venne in effetti mai rappresentato nella casa della Principessa. Stravinskij aveva già iniziato a lavorare a quest'opera su testi russi, unitamente alla stesura de Les Noces, nell'inverno del 1915 quando si trovava in vacanza a Château-d'Œx; quando ritornò a Morges si mise alacremente al lavoro lasciando in disparte, per il momento, la composizione de Les Noces. Il compositore aveva scelto come testo del suo lavoro una delle storie di Renard tratta dalla raccolta di Afanas'ev; ne ricavò egli stesso il libretto in russo e terminò la musica alla fine del 1915. Egli progettò anche la messa in scena precisando che dovevano essere impiegati, più che degli attori, dei ballerini-acrobati che non dovevano essere però confusi con i cantanti, collocati in mezzo alla piccola orchestra.
Tra l'estate e l'autunno del 1916 Stravinskij perfezionò l'opera e decise di tradurre con l'amico Ramuz il testo in francese, cercando, non senza difficoltà, di far coincidere la traduzione con gli accenti della musica.
La rappresentazione ufficiale dovette aspettare ancora parecchio tempo e solo nel 1922, grazie ancora all'appoggio della Principessa di Polignac, Renard venne allestito da Djagilev insieme a Mavra, all'Opéra di Parigi il 18 maggio; la coreografia fu di Bronislava Nižinskaja, le scene ed i costumi di Michail Fëdorovič Larionov,la direzione orchestrale di Ernest Ansermet; gli interpreti principali furono la stessa Nižinskaja (Renard) e Stanislav Idzikowsky.

## Trama
La volpe, in abito da religioso, vede il gallo tutto impettito sul suo trespolo e, con un espediente, riesce a farlo scendere per catturarlo e lo trascina via. Il gallo disperatamente cerca di difendersi e chiede aiuto al gatto e al caprone che riescono a mettere in fuga la volpe. Il gallo, il gatto e il caprone danzano allora di gioia. Il gallo si mette a camminare in testa al suo harem di galline ed ecco che ritorna la volpe che, con un atteggiamento apparentemente innocuo, tenta di prenderlo di nuovo; nessuno però corre in suo aiuto e il gallo torna così sul suo trespolo per sentirsi al sicuro. La volpe ritenta di acchiapparlo attirandolo con dei grani di mais: dopo lunga resistenza il gallo salta giù e la volpe lo afferra iniziando a spennarlo. Ritornano il gatto e il caprone che cercano di attirare la volpe suonando e cantando una canzone, dicendole poi di volerla proteggere da altri animali che vogliono ucciderla, i due riescono ad afferrarla e a strangolarla. La rappresentazione termina con una danza del gallo, del gatto e del caprone; successivamente  escono tutti al suono della marcia iniziale.

## Realizzazione scenica
Renard, come poi con l'Histoire du soldat, dà vita a un nuovo tipo di teatro musicale. I personaggi entrano subito tutti in scena al suono di una marcia e fanno lo stesso alla conclusione. La parte più legata allo spettacolo è affidata a dei ballerini e mimi che sono personaggi muti in quanto il testo è cantato da un quartetto vocale maschile posto nell'orchestra, quasi fossero strumenti. I cantanti non rappresentano un singolo personaggio, ma danno voce, di volta in volta, a l'uno o all'altro; a volte invece commentano l'azione. Questa disposizione, visuale e uditiva, ha il vantaggio di permettere ai personaggi gesti e atteggiamenti legati al mondo fiabesco degli animali che non potrebbero in alcun modo essere eseguiti dai cantanti; inoltre la musica mantiene così la sua totale autonomia, subordinando gli elementi tipicamente teatrali alle esigenze della partitura.

## Musica
Renard è un'opera molto diversa da quelle scritte da Stravinskij fino ad allora; ci troviamo di fronte a una vera farsa musicale la cui freschezza e causticità non trovano precedenti riscontri. La composizione ci riporta ad antiche atmosfere medievali; l'autore ritrova lo spirito degli antichi trovatori russi, gli skomorokhi, e, con una scrittura musicale moderna, ricrea una tradizione senza tuttavia copiarla. Poiché l'accordo era sconosciuto agli antichi cantori del medioevo, Stravinskij utilizza procedimenti polimodali che oggi, abituati a un'armonia tradizionale, noi possiamo trovare insoliti o quantomeno grezzi.
La musica è tuttavia estremamente vivace e divertente anche grazie all'uso sapiente degli strumenti. Il cimbalom, col suo suono metallico, ha una parte fondamentale, marca gli accenti delle variazioni ritmiche, crea la base armonica con gli altri strumenti, fa il verso al gallo ed è lo strumento che dà voce alla balalaika suonata dal caprone. Il rullo del tamburo sottolinea poi i due "salti mortali" con cui il gallo scende dal trespolo facendosi prendere dalla volpe.

## Organico
Due tenori, due bassi. Orchestra composta da un flauto (anche ottavino), oboe (anche corno inglese), clarinetto, fagotto, due corni, tromba, timpani, triangolo, due tamburelli (con e senza campanelli), tamburo cilindrico, piatti, grancassa, cimbalom, due violini, viola, violoncello, contrabbasso.
Il cimbalom ungherese ha una funzione di rilievo in questo lavoro. Stravinskij lo sentì suonare per la prima volta in un ristorante a Ginevra da Aladar Racz, uno stimato virtuoso; il compositore se ne procurò uno e imparò a suonarlo per poterlo utilizzare nelle sue opere.

## Altre versioni coreografiche
Nel 1929, non essendo più recuperabile il lavoro della Nižinskaja, Djagilev affidò l'incarico per una nuova coreografia di Renard a Serge Lifar, primo ballerino dei Balletti Russi; il danzatore, alla sua prima esperienza come coreografo, dimostrò una notevole e precoce padronanza nella realizzazione, dando un tocco di originalità a una rappresentazione in cui impiegò dei veri acrobati al posto dei mimi.
Nel 1947 George Balanchine creò il suo Renard a New York con la Ballet Society. Da ricordare ancora la versione di Aurel Milloss del 1958 al Teatro della Pergola a Firenze nell'ambito del Maggio Musicale Fiorentino e quella di Maurice Béjart del 1965 all'Opéra di Parigi ripresa poi nel 1971 con il Ballet du XXe siècle al New York City Center. 